# George de Vos
George Zacharias de Vos (Gouda, 14 juli 1922 - Rotterdam, 10 juni 1988) was een Nederlands bestuurder en politicus. Hij was wethouder en locoburgemeester namens de Katholieke Volkspartij in Rotterdam.
De Vos begon zijn loopbaan bij de Rotterdamsche Bankvereeniging. Hij was lid van de Katholieke Arbeidersjeugd en werd Rotterdams afdelingsvoorzitter van de Katholieke Arbeidersbeweging. In 1958 werd hij lid van de Rotterdamse gemeenteraad voor de KVP. Hij werd hier ook direct wethouder van Sociale Zaken en Volksgezondheid. Van 1967 tot 1974 was De Vos tevens locoburgemeester van Rotterdam. Daarnaast was hij lid van Provinciale Staten van Zuid-Holland en lid van de Rijnmondraad.
In 1974 verliet De Vos de gemeenteraad. Hij bekleedde nadien nog vele functies, waaronder bestuursvoorzitter van het Academisch Ziekenhuis Rotterdam, voorzitter van de Nationale Raad voor het Maatschappelijk Welzijn en voorzitter van het Nederlands Christelijk Instituut voor Volkshuisvesting.